# Cacicus sclateri
A iraúna-equatoriana (Cacicus sclateri) é uma espécie de ave da família Icteridae.
Pode ser encontrada nos seguintes países: Colômbia, Equador e Peru.
Os seus habitats naturais são: florestas subtropicais ou tropicais húmidas de baixa altitude.